# Tranvías de Sofía
La red de tranvías de la ciudad de Sofía conforma un sistema de transporte público en Sofía, la capital de Bulgaria. Comenzó a operar el 1 de enero de 1901. Hacia el 2006, el sistema de tranvías contaba con 308 km de vías unidireccionales de trochas angosta y estándar. La mayor parte de las vías son de trocha angosta de 1009mm, mientras que la trocha estándar es utilizada en los recorridos de las líneas 20, 22 y 23 cubriendo unos 40 km de recorrido.

## Historia
El 1 de diciembre de 1898 la municipalidad de la ciudad capital otorgó concesiones para construir líneas de tranvía a compañías francesas y belgas. La construcción demandó poco más de un año y la primera línea de tranvía fue inaugurada el 1 de enero de 1901. Inicialmente el servicio era prestado por 25 coches con motor y 10 unidades sin motor (de arrastre) en una trama de seis líneas con una longitud total de 23 km y trocha de 1000mm.

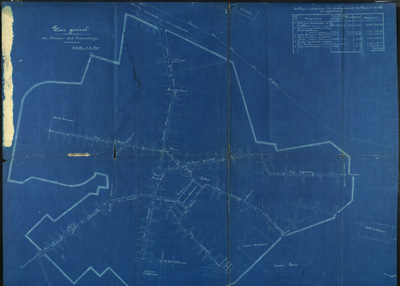
La red de tranvías de Sofía en 1909.

## Líneas de tranvía
| 1              | Ivan Vazov - NDK - Macedonia sq. - Central station - Kn. M. Luiza Metro Station             |
| 3              | Zaharna Fabrika - Konstantin Velichkov Metro Station - Central station - Orlandovtsi        |
| 4              | Nikola Petkov - Macedonia sq. - Central station - Orlandovtsi                               |
| 5              | Knyazhevo - Krasno selo - Macedonia sq. - Sadebna palata                                    |
| 6              | Ivan Vazov - NDK - Macedonia sq. - Central station - Beli Dunav Metro Station - Obelya      |
| 7              | Borovo - NDK - Macedonia sq. - Central station - Han Kubrat Metro Station                   |
| 8              | Lyulin-5 - Vardar Metro Station - Macedonia sq. - Sadebna palata                            |
| 10             | Zapaden Park - Macedonia sq. - Srebarna str. - Vitosha Metro Station                        |
| 11             | Knyazhevo - Konstantin Velichkov Metro Station - Iliyantsi                                  |
| 12             | Iliyantsi - Central station - St. Nedelya sq. - Journalist sq.                              |
| 18             | Orlandovtsi - St. Nedelya sq. - Journalist sq.                                              |
| 20             | Iskar Depot - Poduyane station - Central Sofia Market Hall - Opalchenska Metro Station      |
| 22             | East station - Poduyane station - Konstantin Velichkov Metro Station - Krasna polyana Depot |
| 23             | Mladezhki theater - Poduyane station - Iskarsko Shose - Obikolna Street                     |
| 27             | Manastirski livadi-zapad - - Lavov most - Nadezhda Overpass                                 |
| 1009mm 1435 mm |                                                                                             |